# Simon István (sportújságíró)
Simon István (Mátészalka, 1976. február 18.) magyar sportújságíró, autósport-szakíró, kommentátor. A Formula–1 világbajnokság aktuális eseményeivel és történelmével kapcsolatos írásait, riportjait, interjúit, könyveit 1995. óta olvashatjuk. A Száguldó cirkusz című F1-es évkönyvsorozat szerkesztője. 1999. óta rendszeresen publikál a magyar autós szaklapok többségében, továbbá napilapok autós rovatában és külön-kiadványaiban (Nemzeti Sport, Népszabadság, Magyar Hírlap, Magyar Nemzet); életmód-magazinokban (CKM, Playboy, Penthouse, FHM) és céges magazinokban (A Toyota Világa, Renault Alkotóműhely). Helyszíni tudósításai, színes élménybeszámolói 2001. óta többek közt az Inforádió, az MR2-Petőfi Rádió, a Rádió Café, a Sláger Rádió és a Klubrádió műsoraiban hangzottak el. 2006. óta rendszeres szakértő vendég a Hír TV, a Duna Televízió, a Sportklub, a Digi Sport és a magyar Eurosport autósporttal foglalkozó programjaiban.

## Életpálya
A mátészalkai Esze Tamás Gimnázium német tagozatán érettségizett 1994-ben. Felsőfokú tanulmányait a Nyíregyházi Főiskola Bölcsészettudományi karán végezte, történelem-könyvtár szakon, 1999-ben diplomázott.
Ezalatt a budapesti Komlósi Oktatási Stúdió hallgatója lett, sportújságíró, riporter és rádiós hírszerkesztő szakon.
Sportújságírói karrierjét az Autó Plusz című, akkoriban országossá vált magazinnál, illetve a Magyar Televízió Sportosztályán, a Telesportnál kezdte mint gyakornok, Knézy Jenő szakmai irányítása alatt.
Főiskolás éveiben az Autó Plusz című lapnak, majd egyre több autós- és egyéb napilapnak, magazinnak dolgozott.

## Televíziós és rádiós szereplések
- 2012-től a Magyar Televízió műsorán futó Formula–1-es közvetítések illetve magazinműsorok szerkesztő munkatársa.
- 2011–től Autósport események szakkommentálása a Digi Sport Reggeli Start című műsorában.
- 2007–2011:  – Az aktuális Formula–1-es események kommentálása a Hír TVn
- 2006–2011: Forma-1-es és IRC futamok kommentálása, helyszíni bejelentkezések a Rádió Café Stadion kávéház című műsorában
- 2007–2009: Az Indianapolisi 500 mérföldes futam, a Le Mans-i 24 órás autóverseny, valamint a Német Túraautó Bajnokság futamainak szakkommentálása a Sportklubon
- 2005–2010 között bedolgozott a Duna Televízió Sebességláz, majd később a Hatodik sebesség című műsoraiba.
- 2004–2007: Klubrádió / Sebességláz
- 2000–2004: Stúdióbeszélgetések az F1-es futamok után, helyszíni tudósítások, sportesemények szakkommentálása a Petőfi Rádió Csúcsforgalom című műsorában
- 2000–2002: Helyszíni tudósítások a Formula–1-es futamokról Sláger Rádióban
- 2000–2001: Inforádió – Autó Plusz autós magazin állandó vendége, majd szerkesztője
- 1999–2000: Tudósítások, beszámolók készítése a Magyar Televízió Telesport című műsorában

## Újságírói pályafutás
- 2011-ben a Vezess.hu Forma-1-es rovatának hírszerkesztője
- 2010 januárja óta rendszeresen publikál a Motorsportal.hu „Simon mondja” rovatában[1]
- 2009 novemberében indította el saját blogját, a Száguldó cirkusz évkönyveken alapuló SzC blogot[2]
- 2009-ben saját blokkja indult „Simon mondja” címmel, az Origo Forma-1-es rovatában[3]
- 2005–2006 között szerkesztette az RTL Klub online – Forma-1-es rovatát
- 2002–2009: az AUTÓPIAC című hetilap munkatársa
- 2002 óta újságíró, majd 2006-tól az autóMAGAZIN sportrovatának szerkesztője
- 2001–2002: újságíró a Népszava gazdasági rovatánál, az autós melléklet (Autóvilág) társszerkesztője
- 1999–2001: újságíró, junior szerkesztő az Autó Plusz magazinnál

## Száguldó cirkusz könyvek

Száguldó Cirkusz 2011-2012

Magyarország első – és máig egyetlen – Formula–1-es évad összefoglaló albumának, a Száguldó cirkusz könyvsorozatnak szerkesztője és szerzője, 2000. óta
Az első két kötet az Elimex Kft. kiadásában jelent meg, majd 2002-től nyolc éven keresztül az Aréna 2000 Kiadó jelentette meg a kiadványt.
A könyv címe a harmadik kiadástól kezdve két évszámot tartalmaz, utalva arra, hogy nemcsak az aktuális év eseményeit, hanem a következő szezonban várható változásokat is feldolgozza.
A szerző és a kiadó útjai 2010-ben különváltak, és a szerző magánkiadásban jelentette meg a Száguldó cirkusz 2010-2011-et (S-IMpress Kiadó).
A sorozat 12. kötetét az Ekren Könyvkiadó jelentette meg Száguldó cirkusz 2011-2012 néven.
A magyar F1-rajongók körében ismert és népszerű könyvsorozat legújabb tagja, a Száguldó cirkusz 2012-2013 2012 decemberében látott napvilágot, a Duna International Könyvkiadó és az MTVA gondozásában.

## További könyvei
- 20 éves a Hungaroring (2005)  A Magyar Nagydíj történetét áttekintő album, amely az 1936-2005 közötti időszakot dolgozza fel.
- A világ legjobb sportolói – Kimi Räikkönen (2007) - A finn világbajnok biográfiája, a kezdetektől a 2007-es világbajnoki címig.
- A Formula-1 legjobb 50 versenye (Izsányi Szabolcs – Simon István) (2008)- A Forma-1 történetének legemlékezetesebb futamai 1950-2007 között
- A Formula-1 60 éve (2009) - Részletes áttekintés és világbajnoki eredmények a sportág 1950 és 2009 közötti történetéről.
- A világ legjobb sportolói – Michael Schumacher (2010) - A hétszeres német világbajnok életútja, gyerekkorától a Mercedesszel való visszatérésig.
- A Formula-1 legnagyobb 50 botránya (2010) – A leghíresebb párharcok, rivalizálások, ütközetek és emberi tragédiák a száguldó cirkusz első 60 évéből
- A Formula-1 legjobb 50 pilótája (2010) – A száguldó cirkusz legjobb versenyzőinek bemutatása, eredményességük szerinti sorrendben.
- A Formula-1 legjobb 50 versenye (Izsányi Szabolcs – Simon István) (2011)– A Formula-1 történetének legemlékezetesebb futamai 1950-2011 között (bővített)